# Liga polska w piłce nożnej (1937)
Liga polska w piłce nożnej 1937 – 11. edycja najwyższych w hierarchii rozgrywek ligowych polskiej klubowej piłki nożnej.
Absolutnym beniaminkiem Ligi był AKS Chorzów.
| Poziomy rozgrywkowe w sezonie 1936/1937 | Poziomy rozgrywkowe w sezonie 1936/1937 | Poziomy rozgrywkowe w sezonie 1936/1937 | Poziomy rozgrywkowe w sezonie 1936/1937 |
| Rozgrywki                               | P                                       | Nazwa                                   | Nazwa                                   |
| --------------------------------------- | --------------------------------------- | --------------------------------------- | --------------------------------------- |
| Centralne                               | I                                       | Liga                                    | Liga                                    |
| Okręgowe (14 okręgów)                   | II                                      | A Klasa (10 okręgów)                    | Liga okręgowa (4 okręgów)               |
| Okręgowe (14 okręgów)                   | III                                     | B klasa                                 | A klasa                                 |
| Okręgowe (14 okręgów)                   | IV                                      | C klasa                                 | B klasa                                 |
| Okręgowe (14 okręgów)                   | V                                       |                                         | C klasa                                 |

## Tabela końcowa
| Poz. | Drużyna              | M  | Z  | R | P  | Bramki | Punkty |
| ---- | -------------------- | -- | -- | - | -- | ------ | ------ |
| 1    | Cracovia             | 18 | 10 | 6 | 2  | 43-16  | 26     |
| 2    | AKS Chorzów          | 18 | 10 | 4 | 4  | 37-22  | 24     |
| 3    | Ruch Wielkie Hajduki | 18 | 9  | 5 | 4  | 46-29  | 23     |
| 4    | Warta Poznań         | 18 | 8  | 4 | 6  | 40-36  | 20     |
| 5    | Wisła Kraków         | 18 | 8  | 3 | 7  | 36-23  | 19     |
| 6    | Pogoń Lwów           | 18 | 8  | 3 | 7  | 25-23  | 19     |
| 7    | Warszawianka         | 18 | 8  | 2 | 8  | 34-44  | 18     |
| 8    | ŁKS Łódź             | 18 | 7  | 2 | 9  | 36-39  | 16     |
| 9    | Garbarnia Kraków     | 18 | 5  | 5 | 8  | 28-39  | 15     |
| 10   | Dąb Katowice         | 18 | 0  | 0 | 18 | 0-54   | 0      |

## Wyniki

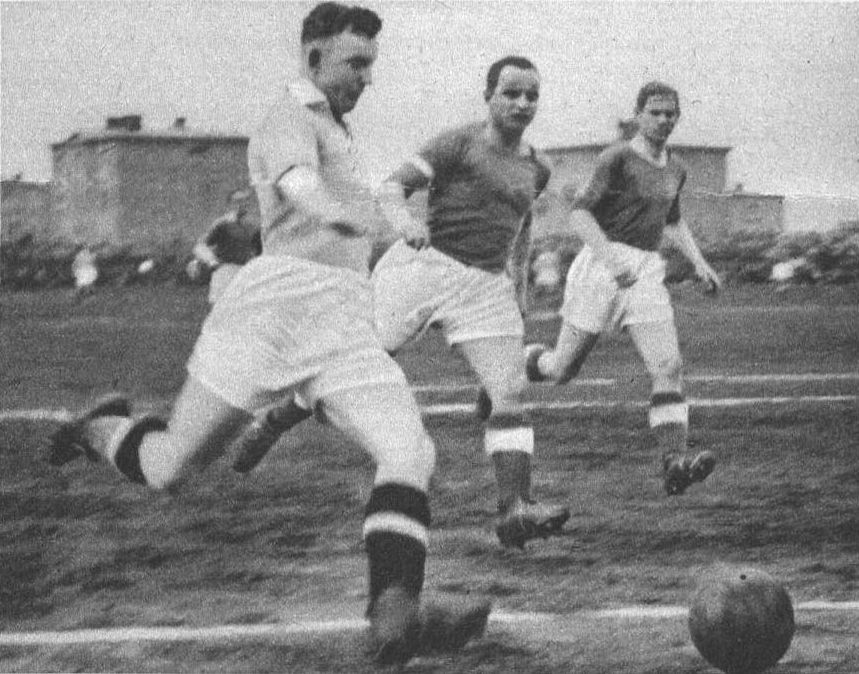
Mecz Warta Poznań - Ruch Hajduki Wielkie (1ː1)

| Gospodarz \ Gość | CRA | AKS | RCH | WAR | WKR | PGL | WAW | ŁKS | GAR | DĄB |
| Cracovia         |     | 1:1 | 4:2 | 2:0 | 1:0 | 5:1 | 5:0 | 5:0 | 1:0 | 3:0 |
| AKS Chorzów      | 2:1 |     | 3:1 | 5:0 | 4:2 | 0:1 | 5:0 | 3:2 | 2:1 | 3:0 |
| Ruch Chorzów     | 1:1 | 0:0 |     | 6:3 | 1:0 | 3:2 | 2:1 | 4:2 | 8:1 | 3:0 |
| Warta Poznań     | 3:3 | 2:2 | 1:1 |     | 3:2 | 4:0 | 1:1 | 7:0 | 3:1 | 3:0 |
| Wisła Kraków     | 1:1 | 5:2 | 2:2 | 2:0 |     | 2:0 | 5:0 | 6:2 | 1:1 | 3:0 |
| Pogoń Lwów       | 2:0 | 0:2 | 2:1 | 6:0 | 1:0 |     | 0:1 | 2:0 | 0:0 | 3:0 |
| Warszawianka     | 2:2 | 4:0 | 2:4 | 3:2 | 1:2 | 4:1 |     | 2:1 | 5:4 | 3:0 |
| ŁKS Łódź         | 1:1 | 2:0 | 4:3 | 1:2 | 2:0 | 0:0 | 5:0 |     | 6:0 | 3:0 |
| Garbarnia Kraków | 0:4 | 0:0 | 1:1 | 1:3 | 2:0 | 1:1 | 5:2 | 4:2 |     | 3:0 |
| Dąb Katowice     | 0:3 | 0:3 | 0:3 | 0:3 | 0:3 | 0:3 | 0:3 | 0:3 | 0:3 |     |

Źródło: History of the Polish League
Objaśnienia:
1Drużyna gospodarzy jest wymieniona po lewej stronie tabeli.
Kolory: zielony – zwycięstwo gospodarzy, żółty – remis, różowy – zwycięstwo gości.

## Najlepsi Strzelcy
| Gole | Zawodnik           | Drużyna      |
| ---- | ------------------ | ------------ |
| 12   | Artur Woźniak      | Wisła Kraków |
| 11   | Antoni Lewandowski | ŁKS Łódź     |
| 11   | Jerzy Wostal       | AKS Chorzów  |

## Klasyfikacja medalowa mistrzostw Polski po sezonie
Tabela obejmuje wyłącznie kluby mistrzowskie.
|    | Klub                 |   |   |   |
| -- | -------------------- | - | - | - |
| 1. | Pogoń Lwów           | 4 | 3 | 0 |
| 2. | Cracovia             | 4 | 1 | 1 |
| 3. | Ruch Wielkie Hajduki | 4 | 0 | 1 |
| 4. | Wisła Kraków         | 2 | 4 | 4 |
| 5. | Warta Poznań         | 1 | 3 | 7 |
| 6. | Garbarnia Kraków     | 1 | 1 | 0 |